# Taujski zaljev
Taujski zaljev (rus. Тауйская губа) je zaljev u Ohotskom moru uz obalu Magadanske oblasti u Rusiji. Zaljev se otvara prema jugu.

## Geografija
Zaljev je širok oko 130 km, dugačak 75 km, a zatvara ga poluotok Koni sa zaljevom Odjan i otokom Zavjalov na njegovoj istočnoj strani, te otok Spafarjev na njegovom jugozapadnom kraju.
Led se u zaljevu javlja od sredine listopada do sredine lipnja. Morske mijene su poludnevne. Najveće plime su oko 4,5 m, a najmanje 1,8 do 2,1 m.
Površina zaljeva je oko 10 000 km2, a prosječna dubina 50-60 m. Rijeke Arman, Ola, Jana i Taui ulijevaju se u zaljev. Grad Magadan smješten je u središtu na kraju zaljeva, na prevlaci poluotoka Staritski odvojen od kopna manjim Nagajevljevim zaljevom na zapadu i Gertnerovim zaljevom na istoku.

## Povijest
Taujski zaljev često su posjećivali američki, francuski i ruski kitolovci koji su lovili grenlandske i sive kitove između 1849. i 1885. Bark Isabella iz New Bedforda izvijestila je o čak trideset brodova u zaljevu, svi koji love kitove. Ti su brodovi obično tražili zaklon kako bi nabavili drva i vodu, obrađivali ulovljene kitove ili kuhali ulje u luci Fabius, između kopna i otoka Fabius (Otok Nedorazumenija), ili luci Jeannette (Zaljev Nagajeva), ispod Jeannette Pointa (rt Čirikova). Neki su trampu zamijenili svježim Lososom od domorodaca.
Dana 12. kolovoza 1852., kitolovac Liancourt iz Le Havrea razbio se u zaljevu tijekom nevremena. Njegovu posadu spasila su obližnja plovila. Desetak dana kasnije jedan je brod pronašao bačve s namirnicama i dijelove olupine zapadno od zaljeva.

## Fauna
U zaljevu se nalazi niz velikih kolonija tankokljunih njorki (Uria aalge). Beluga kitovi također se povremeno vide u zaljevu - prije su se ovdje redovito viđali.

## Vanjske poveznice
|  | Zajednički poslužitelj ima još gradiva o temi Taujski zaljev |